# 2009年梅竹賽
民國98年（2009年）己丑梅竹賽為第四十一屆國立清華大學與國立交通大學之間的梅竹賽，於該年3月6日至3月8日舉行。本屆賽事由國立交通大學主辦，國立清華大學協辦，賽事口號為「微笑梅竹，關懷新竹」。賽事結果，國立清華大學以6比4取得本屆賽事總錦標。

## 賽事結果

### 正式賽
| 項目   | 比賽日期     | 勝隊 | 備註                         |
| ------ | ------------ | ---- | ---------------------------- |
| 桌球   | 2009年3月6日 | 清大 |                              |
| 羽球   | 2009年3月6日 | 交大 |                              |
| 橋藝   | 2009年3月7日 | 清大 |                              |
| 棋藝   | 2009年3月7日 | 清大 |                              |
| 網球   | 2009年3月7日 | 交大 |                              |
| 棒球   | 2009年3月7日 |      | 因雨停賽                     |
| 女籃   | 2009年3月7日 | 交大 |                              |
| 男籃   | 2009年3月7日 | 交大 |                              |
| 足球   | 2009年3月8日 | 清大 |                              |
| 男排   | 2009年3月8日 | 清大 |                              |
| 女排   | 2009年3月8日 | 清大 |                              |
| 總錦標 |              | 清大 | 清大以6：4取得本屆賽事總錦標 |

### 表演賽
| 項目 | 比賽日期     | 勝隊 | 備註 |
| ---- | ------------ | ---- | ---- |
| 女桌 | 2009年3月6日 | 清大 |      |
| 劍道 | 2009年3月6日 | 清大 |      |
| 辯論 | 2009年3月6日 | 清大 |      |
| 女羽 | 2009年3月6日 | 交大 |      |
| 女網 | 2009年3月7日 | 交大 |      |

## 爭議
男籃賽事，清大因為提報出賽名單時將某位選手的名字寫錯（「庭」寫成「廷」），交大教練提出檢舉之後，裁判宣布該名選手無出賽資格，必須坐在觀眾席上。第四節剩兩分鐘時，清大教練因為不滿裁判判決，衝進場內推了裁判一把，該名球員也衝進場內聲援。在清大群眾的鼓譟聲之中，SBL裁判長王人生拿起麥克風發言欲平息眾怒，在自我介紹後卻被觀眾報以噓聲。事後裁判將清大教練與該名球員驅逐出場，並判清大兩次技術犯規。